# Wajbaszika
Wajbaszika – należy do wczesnych szkół buddyjskich. Wajbaszika podobnie jak sautrantika należała do sanskryckiej buddyjskiej szkoły sarvastivady. Obecnie traktowana jako jeden z poglądów do zrozumienia natury rzeczywistości zwanej (z sanskrytu) „siunjata”.

## Opis doktryny
Wajbaszika zawiera pogląd, który opisuje ostateczną rzeczywistość jako najmniejsze, niepodzielne cząsteczki materii, które zmieniają się z chwili na chwilę.
Wszystko istnieje na poziomie konwencjonalnym jako twory zbudowane z owych najmniejszych, niepodzielnych cząsteczek. Nic nie posiada więc własnej indywidualnej egzystencji, gdyż ostatecznie istnieją tylko owe takie same cząsteczki. Nie istnieje żadna niepodzielna, oddzielna i trwała tożsamość „ja”, którą można by było odnaleźć w tych cząsteczkach.
Pogląd ten można odnieść do praktyki arhata, który rozpatruje rzeczywistość „ja”, jako twór bazujący na rzeczywistości z owych najmniejszych, niepodzielnych cząsteczek materii, źródło cierpień, który należy porzucić w praktyce, aby osiągnąć nirwanę, rozumianą jako wyzwolenie od samsary, świata cierpień.
Wajbaszika ponadto użyteczna jest w buddyzmie tybetańskim do rozróżniania etapów w stopniowych medytacjach na „pustość” (siunjata), gdzie stawiana jest jako pierwszy etap w zrozumieniu „pustości”. Jest ona wraz z poglądem sautrantiki zaliczana do nauk hinajany, tzw. ujęcia śrawaki. Sautrantika jako drugi etap m.in. naucza, że to co przejawia się jako „zewnętrzna rzeczywistość” jest niczym innym tylko własną projekcją mentalną, niż faktycznym doświadczaniem „niepodzielnie istniejących cząsteczek” i w ten sposób tłumaczy jak możliwe jest doświadczanie, gdyż świadomość nie jest różna w naturze od jej mentalnego doświadczenia. Wajbaszika przyjmuje zmysłowe poza-konceptualne poznawanie obiektów doświadczenia powstałe w wyniku kontaktu z nimi bez udziału mentalnej aktywności (tj. świadomości doświadczającego).